# Rani mraz
Rani mraz (Deutsch: Früher Frost) war eine jugoslawische Rockband aus Novi Sad in der Vojvodina. Gegründet wurde diese im Jahr 1978 von Đorđe Balašević, einem ehemaligen Mitglied der Band Žetva. Während der Anfangszeit, durchlebte die Band viele Veränderungen in der Besetzung, sodass nur Balašević und die Sängerin Biljana Krstić als Bandmitglieder verblieben.
Vor der Auflösung, die 1980 erfolgte, wurden noch zwei Studioalben veröffentlicht.

## Geschichte

### Gründung und Aufstieg
Rani mraz wurde gegen Jahresanfang 1978 von Đorđe Balašević und der Vokalistin Verica Todorović gegründet. Mit dem Lied Moja prva ljubav (Deutsch: Meine erste Liebe) nahmen sie am Opatija Festival im Jahr 1978 teil.
Rani mraz erlebte einen häufigen Wechsel in der Zusammensetzung, sodass im Jahr 1978 Biljana Krstić und Bora Đorđević, ehemalige Mitglieder der Band Suncokret, beitraten. Noch im selben Jahr, wurde das Lied Računajte na nas! (Rechnet mit uns!) veröffentlicht. Dieses entwickelte sich zur „Hymne einer Generation“.
1979 gewann Balašević das Musikfestival von Split mit seinem Lied Panonski mornar (Pannonischer Seemann). Đorđe Balašević und Biljana Krstić hielten Auftritte in ganz Jugoslawien. Balašević wurde auch dafür bekannt, auf Konzerten neben dem Spielen von Liedern auch lange Monologe zu aktuellen Themen zu halten.

### Auflösung
Aufgrund von Meinungsverschiedenheiten verließ Đorđević nach nur zwei Monaten Zusammenarbeit die Band. Kurz vor Produktionsbeginn des Debütalbums verließ auch Verica Todorović die Band.
Im Jahr 1980 absolvierte Balašević seinen Wehrdienst bei der Jugoslawischen Volksarmee in Zagreb. Er gab bekannt, nach dem Militärdienst eine Solokarriere starten zu wollen. Zu dieser Zeit widmete er dem verstorbenen jugoslawischen Präsidenten Josip Broz Tito ein Lied mit dem Namen Tri put sam video Tita (Deutsch: Dreimal traf ich Tito). Ende 1980, wurde das letzte Album von Rani mraz, unter dem Namen Odlazi cirkus (Deutsch: Der Zirkus zieht weg), veröffentlicht.
1982, veröffentlichte Balašević sein erstes Album Pub (Deutsch: Bube) und begann damit seine Solokarriere.

## Diskografie

### Studioalben
- 1979: Mojoj mami umesto maturske slike u izlogu[1] (Für meine Mutter, anstelle eines Abschlussfeierfotos)
- 1980: Panonski mornar (Pannonischer Seemann)
- 1980: Odlazi cirkus (Der Zirkus zieht weg)

### Singles
- 1978: Kristifore, crni sine[1] (Schwarzer Sohn, Kristifor)
- 1978: Računajte na nas! (Rechnet mit uns!)
- 1978: Oprosti mi Katrin (Vergib mir, Katrin)
- 1979: Panonski mornar (Pannonischer Seemann)
- 1981: Tri puta sam video Tita (Dreimal traf ich Tito)

## Sonstiges
Das Album Mojoj mami umesto maturske slike u izlogu (Deutsch: Für meine Mutter, anstelle eines Abschlussfeierfotos) erreichte im Buch YU 100: najbolji albumi jugoslovenske rok i pop muzike (Deutsch: YU 100: Die besten Alben der jugoslawischen Pop- und Rockmusik) den 44. Platz von insgesamt 100.